# Eulithis ledereri
Eulithis ledereri là một loài bướm đêm trong họ Geometridae.